# Kaity Nguyễn
Nguyễn Ngọc Bình An, thường được biết đến với nghệ danh Kaity Nguyễn (sinh ngày 9 tháng 4 năm 1999), là một nữ diễn viên kiêm người mẫu người Mỹ gốc Việt hiện đang hoạt động tại Việt Nam. Cô bắt đầu được biết đến khi thủ vai chính Linh Đan trong Em chưa 18 (2017).

## Tiểu sử
Kaity Nguyễn sinh ngày 9 tháng 4 năm 1999 tại Thành phố Hồ Chí Minh với tên khai sinh là Nguyễn Ngọc Bình An. Khi lên lớp năm, cô đã cùng gia đình di cư sang Mỹ để sinh sống và học tập. Đến năm lớp tám, cô đã trở về Việt Nam để sinh sống, nhưng vì có nhiều người thân ở Mỹ nên cô vẫn thường xuyên qua lại giữa hai nước.

## Sự nghiệp

### Bắt đầu trở nên nổi tiếng
Với video hát nhép 15 giây ca khúc "Destiny" của nữ ca sĩ Hồ Ngọc Hà, sau khi được Kaity Nguyễn chia sẻ cho bạn bè đã nhanh chóng được lan truyền trên mạng xã hội, và thu hút hàng trăm nghìn lượt xem. Lượt xem các trang cá nhân trên mạng xã hội của cô đã tăng với tốc độ chóng mặt.

### 2017–nay: Thành công với các vai chính
Đầu năm 2017, Kaity Nguyễn lần đầu xuất hiện với vai chính Linh Đan trong bộ phim điện ảnh Em chưa 18. Bộ phim nhanh chóng trở thành phim Việt có doanh thu cao nhất mọi thời đại. Tại Liên hoan phim Việt Nam lần thứ 20, phim đoạt giải Bông Sen Vàng và diễn viên Kaity Nguyễn đoạt giải Nữ diễn viên chính xuất sắc nhất (Ảnh hậu Bông Sen Vàng trẻ tuổi nhất lịch sử). 
Năm 2018, cô đóng nữ chính trong bộ phim điện ảnh gia đình tình cảm hài hước Hồn papa da con gái.
Năm 2020, cô tham gia bộ phim Tiệc trăng máu. Dù ra mắt trong thời điểm thị trường phim điện ảnh ảm đạm do ảnh hưởng bởi đại dịch COVID-19 nhưng bộ phim đã xuất sắc phá kỷ lục phim Em chưa 18 để lọt top 3 phim Việt có doanh thu phòng vé cao nhất.
Năm 2021, cô đóng nữ chính phim Gái già lắm chiêu V.
Năm 2022, cô đóng phim Cô gái từ quá khứ, đóng cặp với Ninh Dương Lan Ngọc.
Năm 2023, cô đóng vai chính trong phim Người vợ cuối cùng do Victor Vũ làm đạo diễn, cô đóng cặp với nam diễn viên Thuận Nguyễn.

## Danh sách phim

### Phim điện ảnh
| Năm  | Tên                 | Vai        | Chú thích |
| ---- | ------------------- | ---------- | --------- |
| 2017 | Em chưa 18          | Linh Đan   |           |
| 2018 | Hồn papa da con gái | Châu       |           |
| 2020 | Tiệc trăng máu      | Kathy      | [ 5 ]     |
| 2021 | Gái già lắm chiêu V | Lý Linh    |           |
| 2022 | Cô gái từ quá khứ   | Quỳnh Yên  |           |
| 2023 | Người vợ cuối cùng  | Mợ Ba Linh |           |
| 2024 | Công tử Bạc Liêu    | Cô Sáu     |           |
| 2025 | Yêu nhầm bạn thân   | Bình An    |           |
| 2025 | Tử chiến trên không | Tú Trinh   |           |

### Chương trình truyền hình
| Năm  | Chương trình       | Vai trò                      | Chú thích |
| ---- | ------------------ | ---------------------------- | --------- |
| 2025 | Đấu trường gia tốc | Người chơi, thành viên chính |           |

## Giải thưởng
| Năm  | Giải thưởng               | Hạng mục                                  | Đề cử                               | Kết quả   | Chú thích |
| ---- | ------------------------- | ----------------------------------------- | ----------------------------------- | --------- | --------- |
| 2017 | LHP Việt Nam lần thứ 20   | Nữ diễn viên chính xuất sắc nhất          | Bản thân                            | Đoạt giải | [ 6 ]     |
| 2017 | Giải Cánh diều 2017       | Nữ diễn viên chính xuất sắc               | Bản thân                            | Đề cử     | [ 7 ]     |
| 2017 | Giải thưởng Ngôi Sao Xanh | Nữ diễn viên chính điện ảnh xuất sắc nhất | Bản thân                            | Đoạt giải | [ 8 ]     |
| 2020 | Giải Cánh Diều            | Nữ diễn viên chính xuất sắc               | Bản thân                            | Đoạt giải | [ 9 ]     |
| 2021 | Giải thưởng Ngôi Sao Xanh | Nữ diễn viên chính điện ảnh xuất sắc nhất | Bản thân                            | Đoạt giải | [ 10 ]    |
| 2022 | Ngôi sao của năm          | Mỹ nhân của năm                           | Bản thân                            | Đề cử     | [ 11 ]    |
| 2022 | DAN Movie & TV Picks      | Diễn viên yêu thích của cộng đồng mạng    | Bản thân                            | Đề cử     | [ 12 ]    |
| 2022 | DAN Movie & TV Picks      | Cặp đôi ăn ý màn ảnh Việt                 | Ninh Dương Lan Ngọc và Kaity Nguyễn | Đoạt giải | [ 12 ]    |
| 2023 | Đẹp Awards                | The Actress                               | Bản thân                            | Đoạt giải | [ 13 ]    |